# Loney Gordon
Loney Clinton Gordon (Arkansas, 8 de octubre de 1915 – East Lansing, Michigan, 16 de juliol de 1999) va ser una química afroamericana i investigadora de laboratori que va ajudar les doctores Pearl Kendrick i Grace Eldering amb la investigació de la virulència bacteriològica que va conduir a la creació de la vacuna contra la tos ferina.

## Primers anys i educació
Gordon es va traslladar a Michigan amb la seva família quan era petita. El 1939 va obtenir una llicenciatura en economia domèstica i química pel que llavors s'anomenava Michigan State College. Després de la universitat, va buscar una carrera com a dietista. Va trobar una feina treballant com a dietista en una institució mental a Virgínia, però, segons una entrevista de 1999 per la professora d'història de la Universitat Estatal de Grand Valley Carolyn Shapiro Shapin, Gordon va dir que el metge la va tractar malament i que li van donar uns habitatges inadequats. Va tornar a Grand Rapids per buscar feina, però se li va informar que «els xefs blancs no voldrien rebre ordres d'una dietista negra». Va ser contractada pel doctor Kendrick per donar suport a la investigació de la tos ferina al laboratori de Grand Rapids del Departament de Salut de Michigan al voltant de 1944.

## Recerca
A principis de la dècada de 1940, Gordon va provar milers de plaques de cultiu, intentant trobar el que tingués prou virulència per fer la vacuna. El treball es va dur a terme als Laboratoris Western Michigan, més tard coneguts com a Kent Community Hospital, situats a Grand Rapids, Michigan. El treball de Gordon es va centrar en els cultius de tos ferina i la virulència del bacteri Bordetella pertussis. L'anàlisi de Gordon dels cultius de tos ferina va portar a la identificació d'una potent soca de l'organisme, que va permetre el desenvolupament d'una vacuna eficaç.
La Divisió de Productes Biològics de Michigan, que formava part del Departament de Salut de Michigan, va començar a produir la vacuna per a ús estatal el 1938, i després es va distribuir pels Estats Units el 1940. La identificació de la sang d'ovella com a essencial per incubar els cultius bacterians en plaques de Petri al laboratori s'atribueix a Gordon. Va treballar per al Departament de Salut de Michigan a partir del 1956 i es va retirar el 1978.

## Vida personal
Loney Clinton es va casar amb Howard Gordon el juny de 1956.Reconeixements

## Reconeixements
El 1997, la Biblioteca Pública de Grand Rapids va presentar una mostra sobre diverses dones destacades de Michigan, en la qual figurava Loney Clinton Gordon.
La Resolució núm. 115 de la Cambra de Representants de Michigan, patrocinada per la representant Lynne Martinez, va reconèixer el treball de Gordon. La resolució deia, «en sincer agraïment i reconeixement a Loney Gordon per la contribució que ha fet a la salut dels ciutadans del nostre Estat, la nostra nació i el món a través del seu treball en el desenvolupament d'una vacuna contra la tos ferina».
Gordon va ser inclosa al Saló de la Fama de les Dones de Michigan l'any 2000.
Juntament amb Eldering i Kendrick, són homenatjades amb una estàtua titulada Adulation: The Future of Science al Centre de Recerca de la Universitat Estatal de Michigan a Grand Rapids. L'estàtua, dissenyada per Jay Hall Carpenter, forma part del Community Legends Project de la ciutat, que pretén construir estàtues en honor de figures destacades de la ciutat de Grand Rapids.